# Bořek Dočkal
Bořek Dočkal (født 30. september 1988 i Městec Králové) er en tjekkisk fodboldspiller, der spiller for Philadelphia Union i Major League Soccer, udlejet fra Henan Jianye. Han har tidligere spillet i blandt andet norske Rosenborg.

## Klubhold
Dočkal begyndte sin fodboldkarriere i byen Poděbrady. Midtbanespilleren skiftede som 10-årig til SK Slavia Prag. Dočkal var på alle ungdomsholdene i Slavia, og fik sin debut på førsteholdet mod SK Kladno. I hans tredje kamp for klubben, scorede han sit første mål i en kamp mod FK Teplice.
Dočkal blev lejet ud til Slovan Liberec i vinteren 2008, og nogle måneder senere underskrev han en permanent aftale med klubben. I juli 2010 blev han lejet ud til den tyrkiske klub Konyaspor, på en halvårig aftale. Efter hjemkosten fra Tyrkiet spillede Dočkal 13 kampe og scorede 2 mål for Liberec i den bedste tjekkiske række.

### Rosenborg
I juli 2011 indledte den norske klub Rosenborg BK forhandlinger med Slovan Liberec om et køb af Bořek Dočkal. 2. august blev det offentliggjort at spilleren skiftede til den norske Tippeliga-klub på en 3 ½ årig kontrakt.

## Landshold
Dočkal repræsenterede Tjekkiets U/21-fodboldlandshold som anfører ved U-21 Europamesterskabet i fodbold 2011, hvor han blandt andet scorede to mål i Tjekkiets åbningskamp mod Ukraine på Viborg Stadion.